# George Skrigin
George Skrigin, également orthographié Žorž Skrigin (serbe : Жорж Скригин), né le 4 août 1910 à Odessa et mort le 30 octobre 1997 à Belgrade, est un photographe, réalisateur et scénariste serbe. Il est l'auteur de la photographie Kozarčanka.

## Filmographie
Voir IMDb
- 1956 : Potraga (sr)
- 1967 : Koraci kroz magle